# Love on the Rocks
"Love on the Rocks" est une chanson coécrite par Neil Diamond et Gilbert Bécaud figurant dans le film The Jazz Singer chantée par Neil Diamond.

## Version originale de Neil Diamond
Le single devient #2 du Billboard Hot 100 pendant trois semaines en janvier 1981. La chanson est également classée #3 du Billboard's US Adult Contemporary chart,. Au Royaume-Uni, elle se positionne en #17.
La Bande Originale du film est nommée aux Grammy Awards et la chanson Love on the Rocks concoure pour un Golden Globe Awards.

## Versions par Gilbert Bécaud et Ireen Sheer
Elle est enregistrée par Gilbert Bécaud en duo avec Ireen Sheer dans une adaptation de Maurice Vidalin sous le titre L'Amour est mort puis en version allemande adaptée par Michael Kunze (Liebe auf Eis) puis en espagnol (Murió el amor) adaptée par Chico Novarro en 1982.

## Version par Gilbert Bécaud et Martine St-Clair
Pour le marché québécois, Gilbert Bécaud enregistre L'Amour est mort avec Martine St-Clair. Le titre est #1 du Palmarès québécois en 1981.

## Autres versions
Love on the Rocks est reprise par Millie Jackson en 1981 dans son album Just a Lil' Bit Country, et par Gladys Knight sur l'album Great Solo Performances by Guest Artists from the Tom Jones Show, Vol. 1. Shirley Bassey l'enregistre en 1995.
Mario Pelchat enregistre L'Amour est mort avec Hélène Ségara en 2015 au sein de l'album Et Maintenant Bécaud.
En spectacle, il l'interprète en duo avec Martine St-Clair.